# Anna Magdalena Malinowska
Anna Magdalena Malinowska (ur. 8 marca 1984 roku w Częstochowie) – instruktorka Związku Harcerstwa Rzeczypospolitej (ZHR) w stopniu harcmistrzyni. Od 26 kwietnia 2025 roku Przewodnicząca Związku Harcerstwa Rzeczypospolitej.

## Działalność harcerska
Z ZHR w Radomiu związana od 1996 roku. Pełniła funkcję zastępowej, drużynowej drużyn harcerek, drużynowej wędrowniczek. Dzięki jej pracy wychowawczej powstał Radomski Hufiec Harcerek, gdzie w latach 2004–2009 pełniła funkcję komendantki hufca. W latach 2020–2022 pełniła funkcję komendantki Staropolskiej Chorągwi Harcerek.  
Od 2012 do 2016 roku pełniła funkcję rzeczniczki prasowej ZHR. W latach 2012–2016 oraz 2016–2021 była członkinią Naczelnictwa ZHR. W latach 2016–2024 kierowała Wydziałem Komunikacji ZHR, odpowiadając za strategię komunikacyjną, działania i obecność organizacji w przestrzeni publicznej. Zarządzała ogólnopolskim zespołem kilkudziesięciu wolontariuszy zaangażowanych w działania promocyjne ZHR. W latach 2023–2025 pełniła funkcję Sekretarz Generalnej ZHR.

## Wykształcenie i działalność zawodowa
Absolwentka Uniwersytet Marii Curie-Skłodowskiej w Lublinie. Ukończyła studia  na kierunku filologii polskiej (2006), dziennikarstwa i komunikacji społecznej (2008) oraz prawa (2013).
Zawodowo od ponad 15 lat związana jest z obszarem komunikacji, marketingu i public relations. Posiada wieloletnie doświadczenie w prowadzeniu działań promocyjnych, zarządzaniu marką oraz tworzeniu strategii komunikacyjnych dla organizacji, instytucji publicznych i firm z różnych branż. Pracowała również w mediach.
W latach 2019–2023 pełniła funkcję koordynatorki ds. promocji Rządowego Programu Wsparcia Organizacji Harcerskich i Skautowych, odpowiadając za komunikację i promocję programu.

## Odznaczenia
- Srebrny Krzyż Zasługi (2025) – za działalność społeczną i wychowawczą[8]
- Krzyż Honorowy ZHR SEMPER FIDELIS (2025) - za szczególne zasługi dla ZHR